# Meteor (вебфреймворк)
Meteor або MeteorJS  — це вільний та відкритий вебфреймворк, написаний мовою JavaScript, який використовує Node.js. Meteor дозволяє швидко створювати крос-платформові застосунки (веб, Android, IOS) code. Він інтегрується з MongoDB і використовує розподілений дата-протокол та шаблон проектування публікація-підписка, щоб автоматично оновлювати дані на клієнті без необхідності писати відповідний код для синхронізації. На клієнті Meteor працює з jQuery і може бути використаний з будь-якою бібліотекою віджетів JS.
Meteor розробляється компанією Meteor Development Group. Нею опікується Y Combinator, який виділив на розробку 11.2 млн $ від Андрісена Горовітза у липні 2012-го року.

## Історія
Meteor було вперше представлено у грудні 2011 року під іменем Skybreak.
У жовтні 2014-го Meteor Development Group почала роботу з Y Combinator FathomDB, над розширенням підтримки роботи з базами даних.

## Книги
- Turnbull, David — Your First Meteor Application: A Complete Beginner's Guide to the Meteor JavaScript Framework (2014)[10]
- Coleman, Tom; Greif, Sacha — Discover Meteor (2014)[11]
- Hochhaus, Stephan; Schoebel, Manuel — Meteor in Action (2014)[12]
- Susiripala, Arunoda — Bulletproof Meteor (2014)[13]
- Susiripala, Arunoda — Meteor Explained — A Journey Into Meteor's Reactivity (2014)[14]
- Strack, Isaac — Getting started with Meteor.js JavaScript framework (2012)[15]
- Müns, Philipp — Auditing Meteor Applications (2016)[16]